# Galeries nationales du Grand Palais
As Galeries nationales du Grand Palais foram criadas em 1964 em uma parte da ala norte do Grand Palais (Paris). Este local é servido pela estação de metrô Champs-Élysées - Clemenceau.